# Villa Aldini

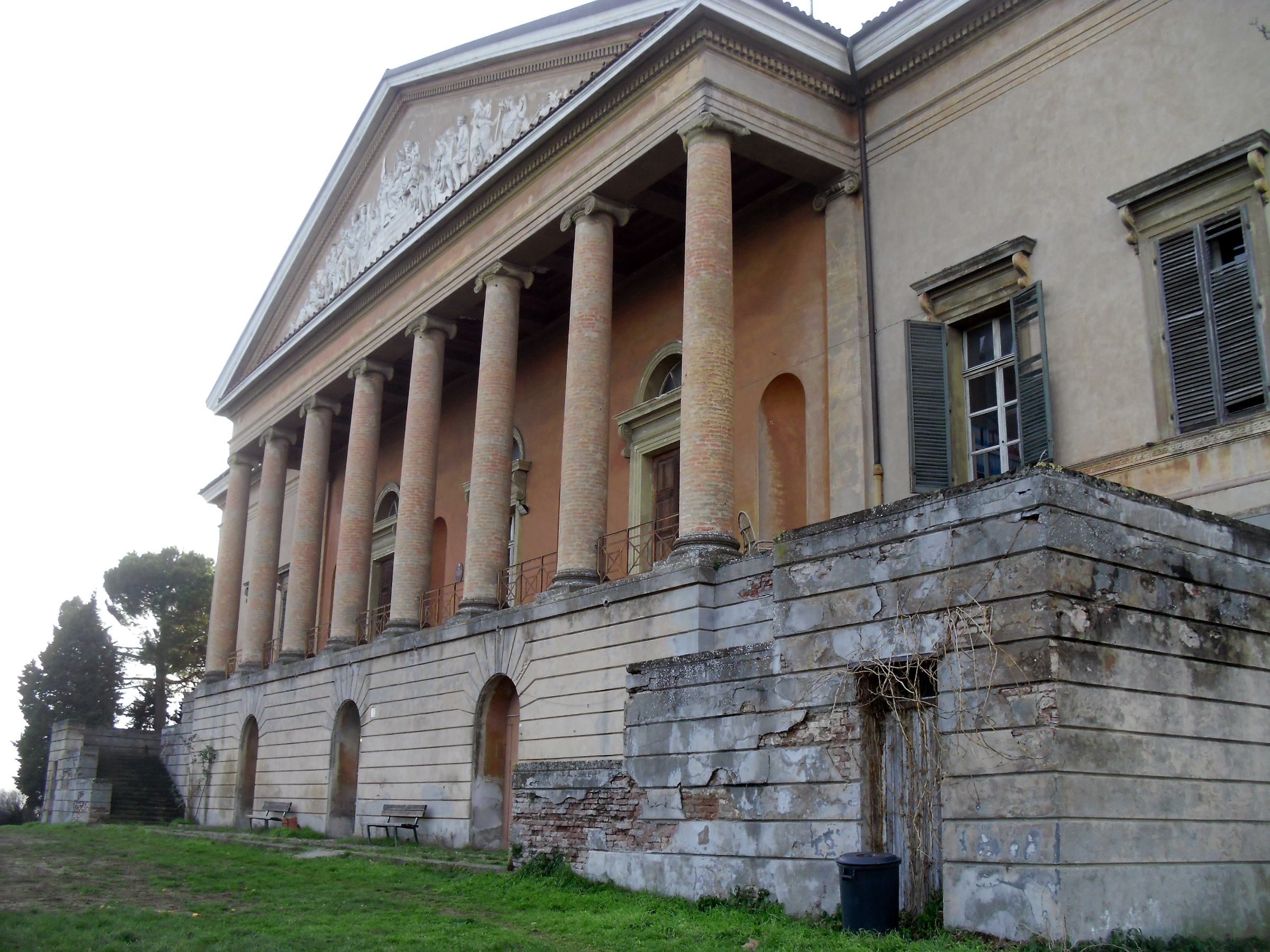
Fassade der Villa Aldini, Bologna

Die Villa Aldini ist ein historisches Landhaus auf den Hügeln südwestlich des Stadtzentrums von Bologna in der italienischen Emilia-Romagna.

## Geschichte und Architektur
Die Villa ließ der Rechtsanwalt Antonio Aldini, bevollmächtigter Minister von Napoleon, ab 1811 nach Plänen von Giuseppe Nadi errichten. Man erzählt sich, dass Napoleon 1805 auf den Hügel stieg und ausrief:

„Ça c’est superbe!“
(dt.: Das ist großartig!)

Dieser Ausruf habe Antonio Aldini überzeugt, dort 1811 die Villa zu errichten, deren Bau allerdings 1816 unterbrochen wurde.

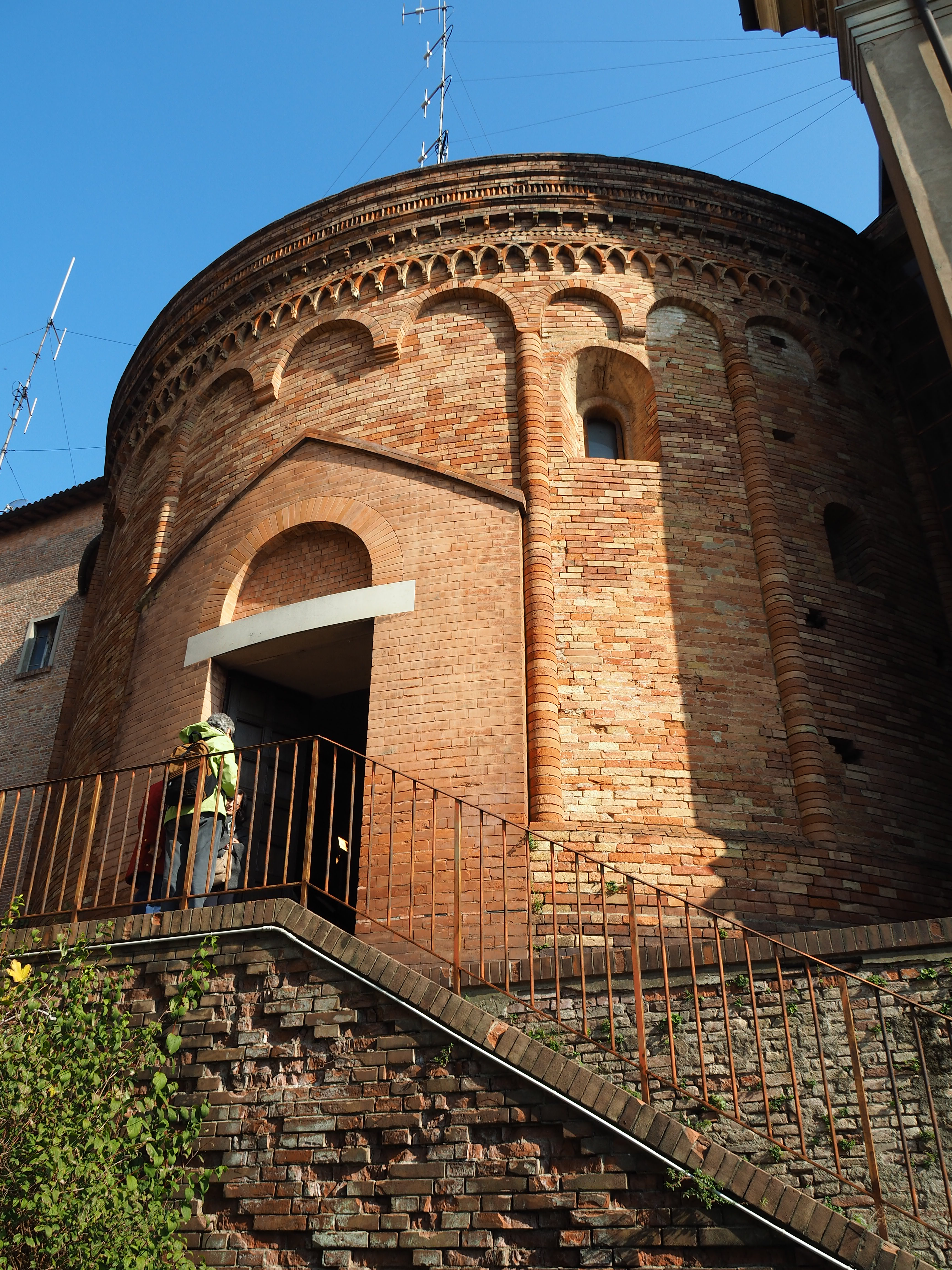
Rundkirche Madonna del Monte

Auf der Rückseite des Gebäudes finden sich Reste der romanischen Kirche Madonna del Monte, auch La Rotonda genannt, die im 12. Jahrhundert erbaut wurde. Die runde Kirche wurde als Repräsentationssaal oder Speisesaal im Inneren der Villa genutzt.
Das äußere Tympanon enthält Dekorationen von Giacomo De Maria, die den Olymp darstellen. Im Inneren finden sich klassizistische Fresken von Felice Giani.
1832 wurde die Villa versteigert und ein Privatmann erwarb sie, der sie aus Spekulationsgründen abreißen lassen wollte. Ende desselben Jahrzehnts wurde sie durch den Verkauf an ein Bürgerkomitee gerettet und 1842 überwachte der Bologneser Architekt Antonio Serra die Umwandlung des Gebäudes in ein Kultgebäude.

## Im Film
Pier Paolo Pasolini, in Bologna geboren, drehte einige Szenen des Films Die 120 Tage von Sodom im Haupthof der Villa Aldini.